# 市江正彦
市江 正彦（いちえ まさひこ、1960年1月2日 -  ）は、日本の経営者。スカイマーク代表取締役社長。福岡県出身。日本政策投資銀行元取締役常務執行役員。

## 来歴・人物
1960年生まれ。福岡県豊前市出身。福岡県立京都高等学校卒業。東京大学法学部卒業。
日本開発銀行（現・日本政策投資銀行）に入行。取締役常務執行役員などを務める。その後、株式会社スカイマークに赴き、同社代表取締役社長に就任。

## 活動
スカイマークの経営破綻を経て、2015年9月末に新たな経営体制で再出発し、同社長として就任。日本政策投資銀行では日本航空やAIRDOの再建に尽力、航空業界から一目置かれる。共同スポンサーとして、ANAホールディングスや三井住友銀行から、再生計画の遂行役を任ぜられる。
- 2015年10月3日放送、BS TBSの週間報道 BIZストリートに出演、「空の第３極を守る」インタビューに答える。
- 2017年に群馬大学にて、現代産業論（産業論特論）の講義を開く[5]。